# الاثالي سردد (الرجم)

تعديل مصدري - تعديل

الاثالي سردد هي إحدى قرى عزلة بني البدي بمديرية الرجم التابعة لمحافظة المحويت، بلغ تعداد سكانها 35 نسمة حسب تعداد اليمن لعام 2004.